# Chociszew
Chociszew [pronunciación en polaco: /xɔˈt͡ɕiʂɛf/] es un pueblo ubicado en el distrito administrativo de Gmina Parzęczew, dentro del Distrito de Zgierz, Voivodato de Łódź, en Polonia central. Se encuentra aproximadamente a 4 kilómetros al sureste de Parzęczew, a 15 kilómetros al noroeste de Zgierz, y a 22 kilómetros al noroeste de la capital regional Łódź.